# 馮宇
馮宇（ Yu Feng, 1976 年－）臺灣平面設計師，設計企劃公司「IF OFFICE」創意總監暨創辦人。作品主要領域包括品牌規劃、企業識別系統、書籍裝幀、刊物設計編排、產品包裝、展場設計策劃
。
曾於 2009 年至 2010 年 9 月間，與統一超商合作推出創意雜誌《2535》，擔任內容創意兼藝術指導，並於 2010 年成立「 IF OFFICE」。

## 設計師生涯
畢業於中原大學商業設計系 。曾先後任職於設計公司自由落體、滾石唱片與廣告公司包氏國際。
2009 年至 2010 年 9 月擔任《2535》內容指導期間，馮宇與雜誌團隊曾多次規劃專題採訪，將數名日本重要設計師或創意工作者引介給台灣讀者。包括雜誌藝術指導藤本泰、中川政七商店社長中川淳、藝術家橫尾忠則、D & DEPARTMENT 創辦人長岡賢明等人。
馮宇擅長詼諧、富含生活感的設計風格 。早期以生活風格類之書籍刊物設計知名。在設計上，除了形式造型面，馮宇也重視功能性和市場性，並且在產業面多有觀察和見解。
馮宇曾在訪談中提到，對於編排的啟蒙，始於大學二年級時讀到由設計師大衛‧卡森擔任美術編輯的另類音樂雜誌《Ray Gun》。雜誌的文字編排皆以圖形化的方式處理，開啟了對於刊物編排的興趣。

## 外部連結
- IF OFFICE 的官網 （页面存档备份，存于）
- IF OFFICE 的 Facebook